# Магерница
Ма̀герница е част от кухнята в манастирския комплекс. Названието идва от гръцкото название за готвач, готви (μάγειρας, mágeiras).
През Средновековието магерниците са центрично оформено малко пространство, което е засводено с купол, изпълняващ ролята на димосъбирателен кош, и голямо огнище в средата. В най-високата точка на купола има отвор за комин. Стените са разчленени от ниши, които имат функциите на кухненски шкафове. През Възраждането таванът на магерниците е плосък, а огнището е долепено до една от стените.